# Hòa Bình (phim)
Hòa Bình là bộ phim Pháp năm 1970 do Raoul Coutard đạo diễn dựa trên một cuốn tiểu thuyết của Françoise Lorrain. Nó đã được đề cử cho giải thưởng Oscar cho Phim ngoại ngữ xuất sắc nhất và công chiếu năm 1970 tại Liên hoan phim Cannes, nơi Coutard đã giành được giải thưởng cho công việc đầu tiên xuất sắc nhất.
Phim khai thác đề tài chiến tranh Việt Nam.

## Diễn viên
- Phi Lân - Hùng
- Huỳnh Cazenas - Xuân
- Lê Quỳnh - cha
- Marcel Lan Phương - Nam
- Bùi Thị Thanh - Trần Thị Hà
- Trần Văn Lịch - ủy viên chính trị
- Anh Tuấn - cán bộ Việt Cộng
- Danièle Delorme - bảo mẫu người Pháp
- Kiều Anh - bảo mẫu người Việt
- Xuân Hà - mẹ
- Kiều Hạnh - Y sĩ